# IBM Translation Control Entry
Translation Control Entry (TCE) en las computadoras IBM eServer pSeries es utilizado por el puente E/S para traducir direcciones generadas por dispositivos de E/S a direcciones físicas. La tecnología también se denomina unidad de gestión de memoria de E/S o IOMMU.